# محمد اللنجاوي
محمد اللنجاوي ممثل ومذيع ومعلق رياضي قطري أشتهر باسم «بابا لنجا» نسبة إلى الشخصية التي كان يقدمها كمذيع في برامج الأطفال وفي الأنشطة الصيفية. عُرف بكونه مذيعاً ذو حس فكاهي مع الأطفال كما كانت له عدة مشاركات في أعمال من دول أخرى مثل الكويت والسعودية والبحرين بالإضافة إلا أنه حلَّ كضيف شرف في الكثير من المسرحيات والمهرجانات وله عدة أعمال بسيطة في المسلسلات. اُشتهر في فترة الثمانينات واستمرت شهرته على مدى يقارب الثلاثون عاماً. أما مهنته كمعلق رياضي فقد بدأ التعليق في عام 1988 على مباريات الدوري القطري واستمر في التعليق إلى عام 2004. اتجه بعد ذلك إلى تقديم البرامج والمهرجانات. تُوفي في مساء يوم الأحد يوم 26 يوليو لعام 2015 بعد صراع طويل مع المرض بعدما كان قد تعرض لوعكةٍ صحية في أكتوبر 2014 بسبب مرض السكري.

## أعمال الأطفال والأعمال الأخرى
| العمل                | نوعة           | مشاركتة                 | سنة الإنتاج |
| -------------------- | -------------- | ----------------------- | ----------- |
| محسن منكم وفيكم      | مسلسل كوميدي   | ممثل                    | 1987        |
| وحوش ماتحوش          | مسرحية كوميدية | ممثل                    | 1987        |
| 29 سالفة وسالفة      | مسلسل كوميدي   | ممثل                    | 1988        |
| صور شعبية            | فوازير رمضانية | ممثل                    | 1988        |
| رحلة إلى الكنز       | مسرحية أطفال   | ممثل                    | 2005        |
| سندريلا وطيور الغابة | مسرحية أطفال   | ممثل                    | 2010        |
| بابا لنجا            | برنامج مسابقات | مذيع                    | عدة أجزاء   |
| حكايات العم مصلح     | مسلسل أطفال    | ممثل (في دور العم مصلح) | 2012        |